# Tańsk-Przedbory
Tańsk-Przedbory – wieś w Polsce położona w województwie mazowieckim, w powiecie mławskim, w gminie Dzierzgowo.
W latach 1975–1998 miejscowość administracyjnie należała do województwa ciechanowskiego.
W tej miejscowości jest grodzisko (kopiec), położony tuż przy rzece Orzyc. W tym miejscu znajdowało się też cmentarzysko zwane Żale.

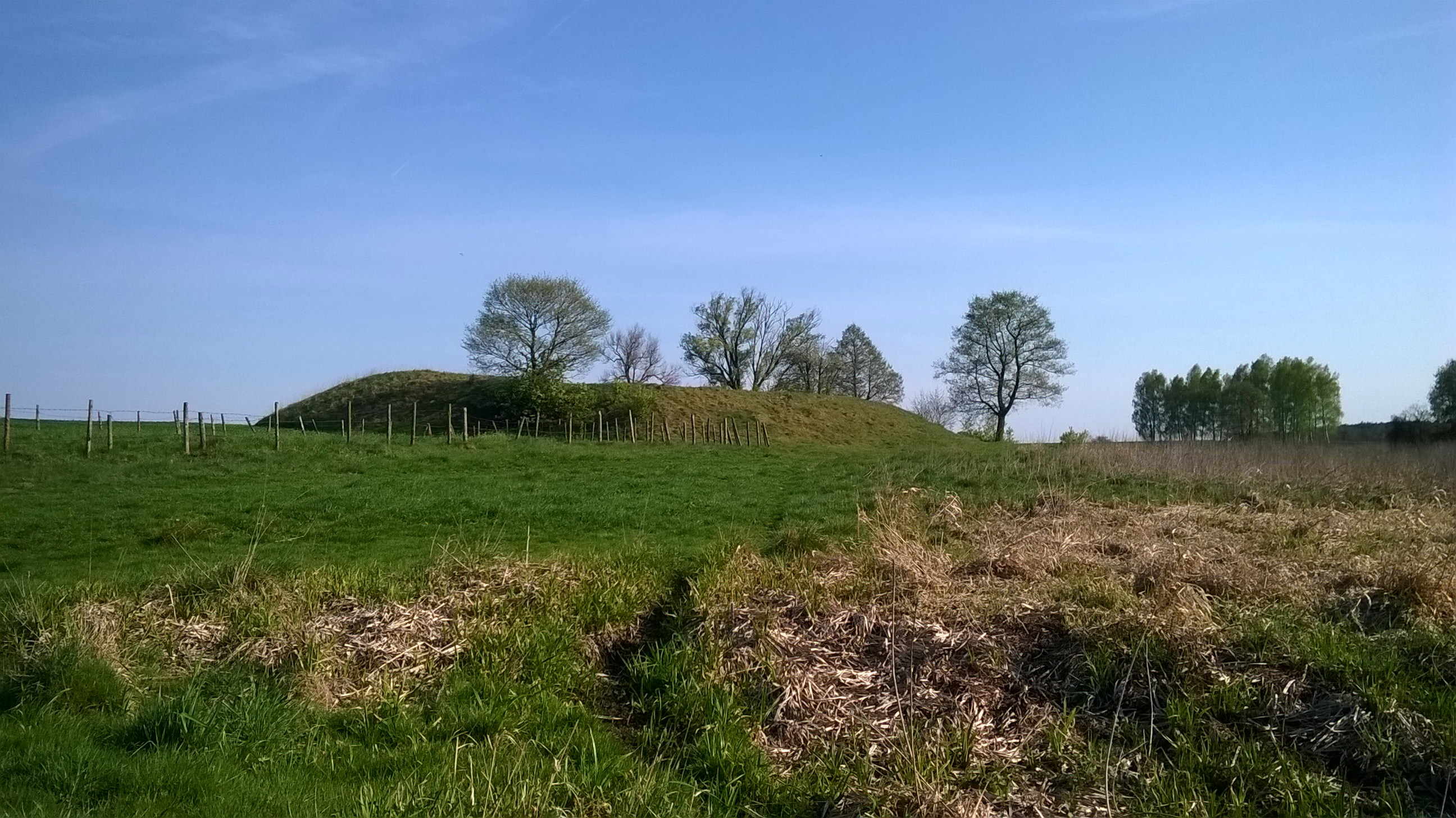
Grodzisko w Przedborach